# Luarea de ostatici din Manila
Luarea de ostatici din Manila a avut loc atunci când un fost inspector de poliție a deturnat un autocar în fața Quirino Grandstand, Parcul Rizal, Manila, Filipine pe 23 august 2010.
Rolando Mendoza (1955-2010), un fost inspector de poliție nemulțumit din cadrul Poliției Districtului Manila, a luat 25 de ostatici într-o încercare de a își obține slujba înapoi.
După ce au fost auzite focuri de armă în autocar, poliția a luat cu asalt autobuzul pentru a salva ostaticii. Mendoza și opt rezidenți din Hong Kong au decedat în timpul schimbului de focuri de armă.